# تشارلز روفين
تشارلز روفين (بالإنجليزية: Charles Ruffin)‏ هو لاعب كرة قاعدة أمريكي، ولد في 11 فبراير 1912 في بورتسموث في الولايات المتحدة، وتوفي بنفس المكان في 14 أغسطس 1970.